# Gerrit Verdooren van Asperen
Viceadmiraal Gerrit Verdooren van Asperen (Bergen op Zoom 6,7 of 9 februari 1757 - Oost-Souburg 30 oktober 1824), was een Nederlands admiraal.

## Biografie
Tijdens de zeeslag bij Kamperduin moest kapitein Verdooren wegens een te grote overmacht en op dringend verzoek van zijn bemanning de strijd staken. Zijn schip was al in een compleet wrak geschoten. Nadat hij al zijn papieren verzwaard met een kanonskogel over boord had gegooid heeft hij zijn vlag gestreken. Even later werd hij met een groot deel van zijn bemanning overgebracht naar het Engelse schip Monmouth. Hij is nog 1 keer terug geweest op zijn schip de Delft om wat persoonlijke bezittingen en een verschoning te halen. Tijdens dat bezoek op de Delft, waar het water al ruim 10 voet in was gestegen heeft hij een deel van de bemanning dat achtergebleven was nog een hart onder de riem gestoken, niet wetende dat hij deze mensen nooit meer terug zou zien.
Tijdens de gevangenschap die hierop volgde heeft hij de belangen van de Hollandse krijgsgevangenen behartigd.
De in 1795 weinig Oranjegezinde zeeofficier trad in Bataafse en Hollandse dienst en werd als een van Lodewijk Napoleons Schouten-bij-Nacht op 1 januari 1810 tot Commandeur in de Orde van de Unie benoemd. Verdooren was op 12 december 1810 door Napoleon I tot "Contre-amiral" van de Franse vloot en "Chef-militaire" van het maritieme arrondissement van Amsterdam aangesteld. Op 23 november 1813 verliet hij de Franse marine om met pensioen te gaan. Een dag later verbond hij zich aan het Algemeen Bestuur van het Driemanschap van 1813.
In het Koninkrijk der Nederlanden werd hij op 1 juli 1814 Viceadmiraal en hij werd door Koning Willem I in zijn Koninklijk Besluit No.16 van 8 juli 1815 benoemd tot Commandeur in de Militaire Willems-Orde. In het besluit heet dat te zijn gedaan vanwege zijn "vroegere verdiensten" waarmee zijn commando over de "Delft" tijdens de Zeeslag bij Kamperduin werd bedoeld.
De naamswijziging van "Verdooren" naar "Verdooren van Asperen" is te danken aan de aanspraak op de heerlijkheid Asperen na het overlijden van Phillip Marie Rijksgraaf van den Boetzelaer in 1811.
Deze edelman was de broer van de vader van Verdoorens derde echtgenote Elisabeth Henriëtte.
Willem I bevestigde de naamswijziging in het Koninklijk Besluit No.1 van 28 juni 1815. Wel met de mededeling dat deze niet overerfbaar zou zijn. Elisabeth Henriëtte van den Boetzelaer was al in 1813 op 36-jarige leeftijd overleden.

## Militaire loopbaan
- Adelborst: 12 februari 1781[3][1][2]
- Luitenant-ter-zee: 1782[1][2]
- Kapitein-luitenant ter zee: 1793[1][1]
- Kapitein-ter-zee: 1794[1]- 1795[1]
- Waarnemend Schout-bij-nacht: 1804[1]
- Effectief Schout-bij-nacht: februari 1807[1]
- Viceadmiraal: 1 juli 1814[1][1]

## Onderscheidingen
- Commandeur in de Militaire Willems-Orde op 8 juli 1815[6]
- Orde van de Unie
  - Commandeur op 1 januari 1810
  - Ridder op 1 januari 1807[3]
- Gouden Gedenkpenning op 2 december 1813 (door koning Willem I uitgereikt)[3]
- Commandeur in de Orde van de Reünie op 29 januari 1812[3]